# تشارلز كاشينج
تشارلز كاشينج (بالإنجليزية: Charles Cushing)‏ هو ملحن أمريكي، ولد في 1905، وتوفي في 1982.